# Communauté de communes de la Haute Saintonge
Pour les articles homonymes, voir Haute Saintonge (homonymie).
La communauté de communes de la Haute Saintonge est une communauté de communes française, située dans le département de la Charente-Maritime et la région Nouvelle-Aquitaine.
Elle figure parmi les plus grandes communautés de communes de France avec 129 communes. Elle voit le jour le 1er janvier 1993 et est issue du Conseil de Développement du Pays de la Haute-Saintonge, un syndicat intercommunal créé dès 1976 et signataire d'un contrat de pays signé avec l'Etat. La Haute-Saintonge est un territoire où la coopération intercommunale est ancienne et principalement axée sur de projets de développement économique et touristique.

## Historique
- 5 novembre 1992 : délimitation du périmètre de la communauté de communes
- 29 décembre 1992 : création de la communauté de communes
- 1er janvier 2014 : fusion avec la communauté de communes de la Région de Pons (sans Montils ayant rejoint la communauté d'agglomération de Saintes en 2013). La commune de Rouffiac quitte la communauté de communes de la Haute-Saintonge pour rejoindre la communauté d'agglomération de Saintes dans laquelle elle était enclavée. La communauté des communes compte désormais 131 communes[2].
- 1er janvier 2016 : la communauté de communes compte 129 communes.

## Territoire communautaire

### Géographie physique
Située au sud  du département de la Charente-Maritime, la communauté de communes de la Haute Saintonge regroupe 129 communes et présente une superficie de 1 740,1 km2.

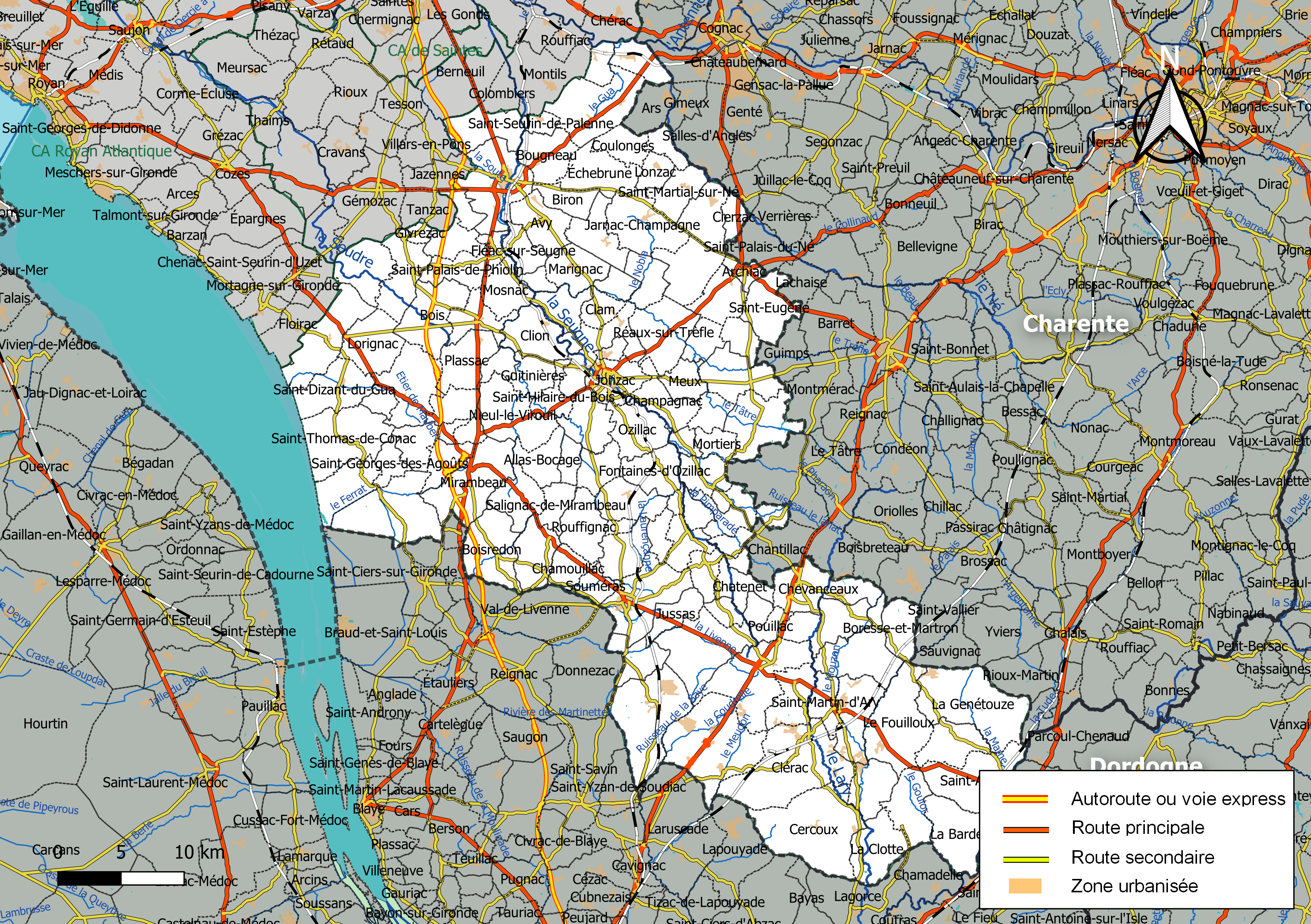
Carte de la communauté de communes de la Haute Saintonge au 1er janvier 2019.

### Composition

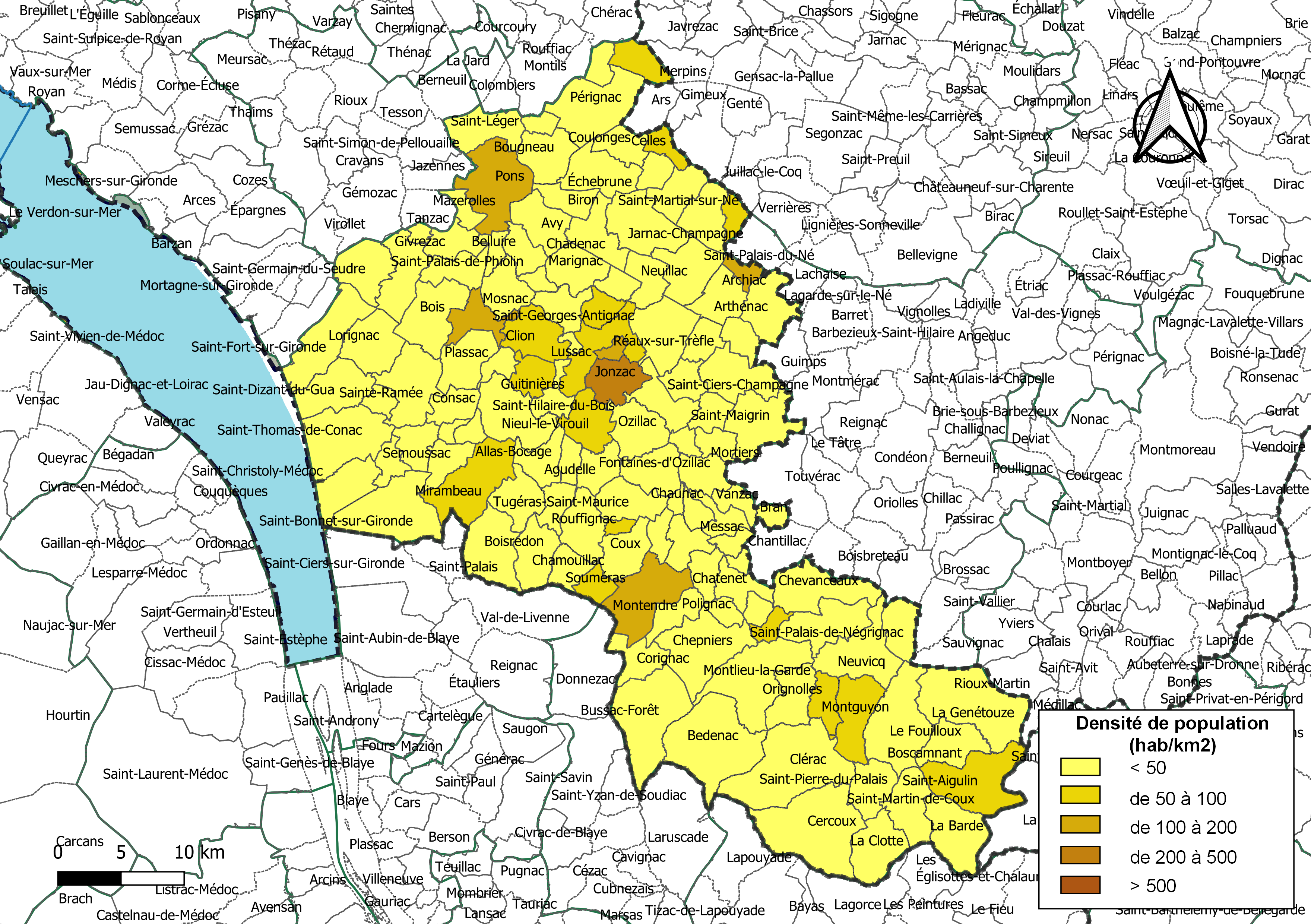
Carte des densités de population (millésimée 2016) des communes de la communauté de communes de la Haute Saintonge. Composition en communes au 1er janvier 2019.

La communauté de communes est composée des 129 communes suivantes :

| Nom                         | Code Insee | Gentilé                 | Superficie (km2) | Population (dernière pop. légale) | Densité (hab./km2) |
| --------------------------- | ---------- | ----------------------- | ---------------- | --------------------------------- | ------------------ |
| Jonzac (siège)              | 17197      | Jonzacais               | 13,09            | 3 576 (2022)                      | 273                |
| Agudelle                    | 17002      | Agudellois              | 5,36             | 133 (2022)                        | 25                 |
| Allas-Bocage                | 17005      | Allasiens               | 10,87            | 197 (2022)                        | 18                 |
| Allas-Champagne             | 17006      | Allasiens               | 7,65             | 266 (2022)                        | 35                 |
| Archiac                     | 17016      | Archiacais              | 4,48             | 762 (2022)                        | 170                |
| Arthenac                    | 17020      | Arthenacais             | 12,66            | 339 (2022)                        | 27                 |
| Avy                         | 17027      | Avyssois                | 14,64            | 491 (2022)                        | 34                 |
| La Barde                    | 17033      | Bardais                 | 21,25            | 496 (2022)                        | 23                 |
| Bedenac                     | 17038      | Bedenacais              | 40,23            | 689 (2022)                        | 17                 |
| Belluire                    | 17039      | Belluiriens             | 4,5              | 216 (2022)                        | 48                 |
| Biron                       | 17047      | Bironnais               | 8,71             | 240 (2022)                        | 28                 |
| Bois                        | 17050      | Boisiens                | 21,12            | 519 (2022)                        | 25                 |
| Boisredon                   | 17052      | Boisredonnais           | 21,6             | 713 (2022)                        | 33                 |
| Boresse-et-Martron          | 17054      | Borestranais            | 11,19            | 203 (2022)                        | 18                 |
| Boscamnant                  | 17055      | Boscamnantais           | 13,98            | 336 (2022)                        | 24                 |
| Bougneau                    | 17056      | Bougnolais              | 14,54            | 632 (2022)                        | 43                 |
| Bran                        | 17061      | Brannais                | 4,14             | 140 (2022)                        | 34                 |
| Brie-sous-Archiac           | 17066      | Briçois                 | 7,49             | 225 (2022)                        | 30                 |
| Brives-sur-Charente         | 17069      | Brivois                 | 5,94             | 219 (2022)                        | 37                 |
| Bussac-Forêt                | 17074      | Bussacais               | 34,78            | 1 079 (2022)                      | 31                 |
| Celles                      | 17076      | Cellois                 | 6                | 326 (2022)                        | 54                 |
| Cercoux                     | 17077      | Cercouziens             | 41,88            | 1 289 (2022)                      | 31                 |
| Chadenac                    | 17078      | Chadenacais             | 14,11            | 526 (2022)                        | 37                 |
| Chamouillac                 | 17081      | Chamouillacais          | 8,19             | 369 (2022)                        | 45                 |
| Champagnac                  | 17082      | Champagnaçais           | 12,89            | 493 (2022)                        | 38                 |
| Champagnolles               | 17084      | Champagnollais          | 17,03            | 687 (2022)                        | 40                 |
| Chartuzac                   | 17092      | Chartuzacais            | 2,38             | 164 (2022)                        | 69                 |
| Chatenet                    | 17095      | Chatenois               | 9,64             | 217 (2022)                        | 23                 |
| Chaunac                     | 17096      | Chaunacais              | 2,26             | 70 (2022)                         | 31                 |
| Chepniers                   | 17099      | Chepniacais             | 28,21            | 694 (2022)                        | 25                 |
| Chevanceaux                 | 17104      | Chevancelais            | 21,77            | 1 087 (2022)                      | 50                 |
| Cierzac                     | 17106      | Cierzacais              | 5,2              | 321 (2022)                        | 62                 |
| Clam                        | 17108      | Clamais                 | 6,83             | 405 (2022)                        | 59                 |
| Clérac                      | 17110      | Cléracais               | 43,08            | 1 026 (2022)                      | 24                 |
| Clion                       | 17111      | Clionnais               | 15,84            | 847 (2022)                        | 53                 |
| La Clotte                   | 17113      | Clottois                | 17,84            | 708 (2022)                        | 40                 |
| Consac                      | 17116      | Consacais               | 9,13             | 235 (2022)                        | 26                 |
| Corignac                    | 17118      | Corignacais             | 11,57            | 328 (2022)                        | 28                 |
| Coulonges                   | 17122      | Coulongeois/Coulongeais | 9,16             | 227 (2022)                        | 25                 |
| Courpignac                  | 17129      | Courpignacais           | 14,97            | 413 (2022)                        | 28                 |
| Coux                        | 17130      | Couxois                 | 13,21            | 484 (2022)                        | 37                 |
| Échebrune                   | 17145      | Échebrunois             | 17,08            | 482 (2022)                        | 28                 |
| Expiremont                  | 17156      | Expiremontois           | 5,66             | 120 (2022)                        | 21                 |
| Fléac-sur-Seugne            | 17159      | Fléacais                | 8,28             | 361 (2022)                        | 44                 |
| Fontaines-d'Ozillac         | 17163      | Fontainois              | 13,87            | 511 (2022)                        | 37                 |
| Le Fouilloux                | 17167      | Fouillousins            | 29,55            | 760 (2022)                        | 26                 |
| La Genétouze                | 17173      | Genétouziens            | 37,03            | 220 (2022)                        | 5,9                |
| Germignac                   | 17175      | Germignacais            | 14,42            | 647 (2022)                        | 45                 |
| Givrezac                    | 17178      | Givrezacais             | 2,7              | 77 (2022)                         | 29                 |
| Guitinières                 | 17187      | Guitiniérois            | 9,18             | 479 (2022)                        | 52                 |
| Jarnac-Champagne            | 17192      | Jarnacais               | 21,95            | 876 (2022)                        | 40                 |
| Jussas                      | 17199      | Jussacais               | 9,11             | 153 (2022)                        | 17                 |
| Léoville                    | 17204      | Léovillois              | 9,89             | 301 (2022)                        | 30                 |
| Lonzac                      | 17209      | Lonzacais               | 6,24             | 268 (2022)                        | 43                 |
| Lorignac                    | 17210      | Lorignacais             | 17,53            | 511 (2022)                        | 29                 |
| Lussac                      | 17215      | Lussacais               | 1,72             | 43 (2022)                         | 25                 |
| Marignac                    | 17220      | Marignacais             | 13,5             | 412 (2022)                        | 31                 |
| Mazerolles                  | 17227      | Mazerollais             | 5,23             | 236 (2022)                        | 45                 |
| Mérignac                    | 17229      | Mérignacais             | 4,41             | 235 (2022)                        | 53                 |
| Messac                      | 17231      | Messacois               | 7,24             | 104 (2022)                        | 14                 |
| Meux                        | 17233      | Meuxois                 | 8,23             | 329 (2022)                        | 40                 |
| Mirambeau                   | 17236      | Mirambolais             | 26,94            | 1 532 (2022)                      | 57                 |
| Montendre                   | 17240      | Montendrais             | 25,06            | 3 226 (2022)                      | 129                |
| Montguyon                   | 17241      | Montguyonnais           | 18,18            | 1 636 (2022)                      | 90                 |
| Montlieu-la-Garde           | 17243      | Montlieunais            | 31,6             | 1 263 (2022)                      | 40                 |
| Mortiers                    | 17249      | Mortiesains/Mortiésiens | 6,53             | 170 (2022)                        | 26                 |
| Mosnac                      | 17250      | Mosnacais               | 12,44            | 489 (2022)                        | 39                 |
| Neuillac                    | 17258      | Neuillacais             | 10,57            | 316 (2022)                        | 30                 |
| Neulles                     | 17259      | Neullois                | 5,9              | 160 (2022)                        | 27                 |
| Neuvicq                     | 17260      | Neuvicquois             | 22,72            | 408 (2022)                        | 18                 |
| Nieul-le-Virouil            | 17263      | Nieulais                | 22,64            | 577 (2022)                        | 25                 |
| Orignolles                  | 17269      | Orignollais             | 13,66            | 715 (2022)                        | 52                 |
| Ozillac                     | 17270      | Ozillacais              | 15,93            | 611 (2022)                        | 38                 |
| Pérignac                    | 17273      | Pérignacais             | 27,56            | 959 (2022)                        | 35                 |
| Le Pin                      | 17276      | Pinois                  | 2,46             | 71 (2022)                         | 29                 |
| Plassac                     | 17279      | Plassacais              | 15,48            | 666 (2022)                        | 43                 |
| Polignac                    | 17281      | Polignacois             | 4,64             | 161 (2022)                        | 35                 |
| Pommiers-Moulons            | 17282      | Pommier-Moulonnais      | 9,6              | 212 (2022)                        | 22                 |
| Pons                        | 17283      | Pontois                 | 27,63            | 4 308 (2022)                      | 156                |
| Pouillac                    | 17287      | Pouillacais             | 4,59             | 288 (2022)                        | 63                 |
| Réaux sur Trèfle            | 17295      |                         | 20,45            | 773 (2022)                        | 38                 |
| Rouffignac                  | 17305      | Rouffignacais           | 14,62            | 427 (2022)                        | 29                 |
| Saint-Aigulin               | 17309      | Saint-Aigulinois        | 28,36            | 1 884 (2022)                      | 66                 |
| Saint-Bonnet-sur-Gironde    | 17312      | Saint-Bonnetais         | 30,6             | 840 (2022)                        | 27                 |
| Saint-Ciers-Champagne       | 17316      | Saint-Ciriens           | 18,08            | 388 (2022)                        | 21                 |
| Saint-Ciers-du-Taillon      | 17317      | Taillonnais             | 22,1             | 575 (2022)                        | 26                 |
| Saint-Dizant-du-Bois        | 17324      | Saint-Dizannais         | 4,16             | 113 (2022)                        | 27                 |
| Saint-Dizant-du-Gua         | 17325      | Saint-Dizanais          | 18,44            | 501 (2022)                        | 27                 |
| Saint-Eugène                | 17326      | Saint-Eugénois          | 16,56            | 285 (2022)                        | 17                 |
| Saint-Fort-sur-Gironde      | 17328      | Saint-Fortais           | 24,22            | 907 (2022)                        | 37                 |
| Saint-Genis-de-Saintonge    | 17331      | Saint-Genésiens         | 11,02            | 1 252 (2022)                      | 114                |
| Saint-Georges-Antignac      | 17332      | Saint-Georgiens         | 10,1             | 407 (2022)                        | 40                 |
| Saint-Georges-des-Agoûts    | 17335      | Saint-Georgeais         | 6,31             | 281 (2022)                        | 45                 |
| Saint-Germain-de-Lusignan   | 17339      | Saint-Germinois         | 18,05            | 1 298 (2022)                      | 72                 |
| Saint-Germain-de-Vibrac     | 17341      | Saint-Germinois         | 7,17             | 186 (2022)                        | 26                 |
| Saint-Germain-du-Seudre     | 17342      | Saint-Germinois         | 16,09            | 406 (2022)                        | 25                 |
| Saint-Grégoire-d'Ardennes   | 17343      | Saint-Grégoriens        | 3,5              | 144 (2022)                        | 41                 |
| Saint-Hilaire-du-Bois       | 17345      | Saint-Hilairois         | 7,48             | 298 (2022)                        | 40                 |
| Saint-Léger                 | 17354      | Saint-Légerois          | 15,88            | 672 (2022)                        | 42                 |
| Saint-Maigrin               | 17357      | Saint-Maigrinois        | 21,49            | 533 (2022)                        | 25                 |
| Saint-Martial-de-Mirambeau  | 17362      |                         | 9,08             | 301 (2022)                        | 33                 |
| Saint-Martial-de-Vitaterne  | 17363      | Saint-Martialais        | 2,78             | 549 (2022)                        | 197                |
| Saint-Martial-sur-Né        | 17364      | Saint-Martialais        | 11,6             | 428 (2022)                        | 37                 |
| Saint-Martin-d'Ary          | 17365      | Saint-Martinois         | 8,61             | 471 (2022)                        | 55                 |
| Saint-Martin-de-Coux        | 17366      | Saint-Martinauds        | 15,71            | 459 (2022)                        | 29                 |
| Saint-Médard                | 17372      | Saint-Médariens         | 3,81             | 90 (2022)                         | 24                 |
| Saint-Palais-de-Négrignac   | 17378      | Négrignacais            | 18,51            | 417 (2022)                        | 23                 |
| Saint-Palais-de-Phiolin     | 17379      | Saint-Palaisiens        | 11,01            | 214 (2022)                        | 19                 |
| Saint-Pierre-du-Palais      | 17386      | Saint-Pierrelais        | 12,93            | 335 (2022)                        | 26                 |
| Saint-Quantin-de-Rançanne   | 17388      | Saint-Quantinois        | 9,11             | 263 (2022)                        | 29                 |
| Saint-Seurin-de-Palenne     | 17398      | Saint-Seurinois         | 4,03             | 166 (2022)                        | 41                 |
| Saint-Sigismond-de-Clermont | 17402      | Sigismonais             | 5,28             | 162 (2022)                        | 31                 |
| Saint-Simon-de-Bordes       | 17403      | Saint-Simonnais         | 14,08            | 767 (2022)                        | 54                 |
| Saint-Sorlin-de-Conac       | 17405      | Saint-Sorlinois         | 15,37            | 205 (2022)                        | 13                 |
| Saint-Thomas-de-Conac       | 17410      | Saint-Thomacais         | 28,04            | 574 (2022)                        | 20                 |
| Sainte-Colombe              | 17319      | Sainte-Colombinois      | 4,38             | 110 (2022)                        | 25                 |
| Sainte-Lheurine             | 17355      | Sainte-Lheurinois       | 17,78            | 527 (2022)                        | 30                 |
| Sainte-Ramée                | 17390      | Ramillons               | 4,67             | 114 (2022)                        | 24                 |
| Salignac-de-Mirambeau       | 17417      | Salignacais             | 7,56             | 164 (2022)                        | 22                 |
| Salignac-sur-Charente       | 17418      | Salignacais             | 10,22            | 609 (2022)                        | 60                 |
| Semillac                    | 17423      | Semillacais             | 2,47             | 68 (2022)                         | 28                 |
| Semoussac                   | 17424      | Semoussacais            | 9,62             | 389 (2022)                        | 40                 |
| Soubran                     | 17430      | Soubranais              | 13,25            | 419 (2022)                        | 32                 |
| Souméras                    | 17432      | Souméracais             | 6,26             | 374 (2022)                        | 60                 |
| Sousmoulins                 | 17433      | Sousmoulinois           | 7,7              | 214 (2022)                        | 28                 |
| Tugéras-Saint-Maurice       | 17454      | Tugerassiens            | 13,77            | 383 (2022)                        | 28                 |
| Vanzac                      | 17458      | Vanzacais               | 6,39             | 191 (2022)                        | 30                 |
| Vibrac                      | 17468      | Vibracais               | 5,02             | 159 (2022)                        | 32                 |
| Villexavier                 | 17476      | Villexavierois          | 9,97             | 270 (2022)                        | 27                 |

### Démographie
| 1968   | 1975   | 1982   | 1990   | 1999   | 2006   | 2011   | 2016   |
| ------ | ------ | ------ | ------ | ------ | ------ | ------ | ------ |
| 68 190 | 65 525 | 64 116 | 62 487 | 61 974 | 64 336 | 67 167 | 67 989 |

## Compétences
- Aménagement de l'espace - Études et programmation (à titre obligatoire)
- Autres
  - Politique de l'emploi - Maison de l'Emploi et de la Formation - Structure d'accueil, d'information et d'orientation des jeunes - Création et gestion de chantiers d'insertion en faveur des personnes en difficulté. (à titre facultatif)
  - Gestion d'un centre de secours (à titre facultatif)
- Développement et aménagement économique
  - Action de développement économique (Soutien des activités industrielles, commerciales ou de l'emploi, soutien des activités agricoles et forestières…) (à titre obligatoire)
  - Création, aménagement, entretien et gestion de zone d'activités industrielle, commerciale, tertiaire, artisanale ou touristique (à titre obligatoire)
  - Tourisme (à titre obligatoire)
- Développement et aménagement social et culturel
  - Activités culturelles ou socioculturelles (à titre facultatif)
  - Construction ou aménagement, entretien, gestion d'équipements ou d'établissements culturels, socioculturels, socioéducatifs, sportifs (à titre optionnel)
- Énergie - Hydraulique (à titre facultatif)
- Environnement - Collecte et traitement des déchets des ménages et déchets assimilés (à titre optionnel)
- Logement et habitat - Politique du logement non social (à titre optionnel)
- Sanitaires et social -  Action sociale (à titre optionnel)

## Fiscalité
- Régime fiscal au 1er janvier 2007: Fiscalité additionnelle avec taxe professionnelle de zone

## Quelques données géographiques en 2006
- Superficie : 1 631 km2, soit 23,76 % du département.

C'est la structure intercommunale la plus étendue du département de la Charente-Maritime regroupant près d'un quart du territoire départemental.
- Population en 2006 : 57 043 habitants (soit 9,53 % de la population de la Charente-Maritime).

Presque 1 habitant sur 10 réside dans la communauté de communes de la Haute-Saintonge. Par sa population, elle occupe le troisième rang départemental des structures intercommunales de Charente-Maritime, se situant après les communautés d'agglomération de La Rochelle et de Royan Atlantique.
- Densité de population en 2006 : 35 hab/km2 (Charente-Maritime : 87 hab/km2).

C'est un territoire faiblement peuplé, puisque la densité de population y est 2,5 fois inférieure à celle de la moyenne départementale.
- Évolution annuelle de la population (entre 1999 et 2006): + 0,56 % (+ 1,07 % pour le département).
- Évolution annuelle de la population (entre 1990 et 1999): - 0,13 %  (+ 0,61 % pour le département).
- 3 communes de plus de 2 000 habitants :Jonzac,Pons et Montendre.
- Pas de ville de plus de 15 000 habitants.